# Mari Sandoz
Pour les articles homonymes, voir Sandoz (homonymie).
Mari Sandoz (née Marie Suzette Sandoz) est une écrivaine américaine (11 mai 1896 - 10 mars 1966), auteure de plusieurs ouvrages sur les débuts de l’Ouest américain comme Old Jules (1935, Atlantic Monthly Award), Cheyenne Autumn (1953), The Cattlemen (1958) et de plusieurs autres ; son dernier roman, Battle of the Little Bighorn, fut publié en 1966.

## Enfance et éducation
Mari est née au lieu-dit « Mirage Flats », au sud de Hay Springs, Nebraska le 11 mai 1896. Ses parents sont des émigrants suisses (son père est né à Neuchâtel et sa mère à Schaffhouse). Étant l'aînée de six enfants, Mari portait une grande partie de la responsabilité de prendre soin de ses deux sœurs et trois frères. Elle prit part également dans plusieurs de ses exploits de son père en tant que localisateur de réclamation, commerçant et horticulteur-pionnier.
Ce sont ces aventures et la nécessité de se divertir sur la frontière du nord-ouest du Nebraska, qui ont conduit Mari à devenir écrivain. Enfant, elle était une grande conteuse avec un désir intense d'écrire, de griffonner des histoires quand elle ne faisait pas la cuisine, le jardin, ou la garde de sa fratrie.

## Passion pour les Amérindiens
Depuis ses débuts à écrire des histoires courtes jusqu’à l'entrée dans les concours menés par ce qui est maintenant l’Omaha World-Herald, Mari Sandoz développe un sens aigu du détail et un sens du rythme. Cela lui a permis de devenir l’une des autorités les plus précieuses de son temps sur l'histoire des plaines et de la culture des Amérindiens, notamment les Sioux. Une passionnée militante pour les Indiens des Plaines, elle a également écrit sur les histoires de leur vie, à jamais changée par l'arrivée des Euro-Américains.
Elle publie bien en avance sur son temps, deux livres sur les Amérindiens, Cheyenne Autumn (adapté au cinéma par John Ford), et Crazy Horse : The Strange Man of the Oglalas. Ils offrent un point de vue objectif de la persécution des Cheyennes du Nord et Oglala Lakotas, ainsi que la quasi-destruction de leur culture. Ses écrits soutiennent la cause des Amérindiens, leur besoin de lois justes, et le rôle de l'aide gouvernementale.
Crazy Horse : The Strange Man of the Oglalas est la biographie d'un des plus célèbres guerriers indiens d'Amérique de l’histoire. Campant à proximité des réserves, elle a méticuleusement interviewé des dizaines de membres âgés de la tribu de Crazy Horse dans les années 1930. Grâce à ces témoignages exceptionnels, elle a construit une biographie semi-romancée du grand chef sioux. Crazy Horse est connu pour avoir vaincu Custer à la bataille de Little Big Horn, mais sa vie ne se résume pas à cette seule bataille. Elle décrit aussi la vie de son peuple, les Sioux du milieu à la fin du XIXe siècle.
Mari Sandoz a travaillé pour faire la lumière sur les défis auxquels les autochtones ont été confrontés[pas clair] et a sollicité des changements économiques positifs pour les eux. Comme indicateur de son engagement, elle a poursuivi en justice un jeu appelé Strike It Rich et utilisé le produit pour acheter des œuvres d’art et des produits de sport pour les écoles indiennes.

## Honneurs
L'astéroïde (16750) Marisandoz porte son nom.

## Œuvres traduites
- Crazy Horse, Editions du Rocher, 1994
- Automne Cheyenne, Editions du Rocher, 1996
- Crazy Horse: L'homme étrange des Oglalas, Editions du Rocher, 2021